# 幾內亞比紹—朝鮮關係
幾內亞比紹－朝鮮關係，是指西非國家幾內亞比紹共和國與東亞國家朝鮮民主主義人民共和國兩國之間的雙邊關係，目前两国沒有在對方首都互設大使館。

## 歷史
在冷戰時期，反對殖民主義的朝鮮對在幾內亞比索獨立戰爭中與葡萄牙共和國對抗的幾內亞和佛得角非洲獨立黨（PAIGC）提供軍事、政治和外交上的援助。在幾內亞比紹獨立之前，PAIGC的創立人、非洲最重要的反殖民領導人之一阿米爾卡·卡布拉爾和 PAIGC 的其他成員曾到訪朝鮮、中國和日本，並且在北韓會見了时任北韓領袖金日成。
幾內亞比紹獨立後於1974年3月16日與北韓建立外交關係，是1970年代眾多承認北韓政權而不承認南韓政權的非洲國家之一。昔日北韓在比紹曾經設有領事館。
1977年，幾內亞比紹總統路易斯·卡布拉爾携夫人訪問平壤，并與金日成會面。但在1980年11月14日，時幾內亞比紹總理和前武裝部隊指揮官若奧·貝爾納多·維埃拉發動軍事政變，推翻了卡布拉爾的統治。
1982年，金日成在70歲生日獲得幾內亞比紹政府頒發的「阿米卡爾·卡布拉爾獎」。